# Риашинью (Минас-Жерайс)
Риашинью (порт. Riachinho) — муниципалитет в Бразилии, входит в штат Минас-Жерайс. Составная часть мезорегиона Север штата Минас-Жерайс. Входит в экономико-статистический микрорегион Пирапора. Население составляет 8501 человек на 2006 год. Занимает площадь 1774,924 км². Плотность населения — 4,8 чел./км².

## История
Город основан 27 апреля 1992 года. 

## Статистика
- Валовой внутренний продукт на 2003 год составляет 26 903 548,00 реалов (данные: Бразильский институт географии и статистики).
- Валовой внутренний продукт на душу населения на 2003 год составляет 3257,48 реалов (данные: Бразильский институт географии и статистики).
- Индекс развития человеческого потенциала на 2000 год составляет 0,700 (данные: Программа развития ООН).